# Gregory Berrios
Pour les articles homonymes, voir Berrios.
Gregory Berrios  est un joueur portoricain de volley-ball né le 24 janvier 1979 à Laers. Il mesure 1,82 m et joue Libéro. International portoricain, il joue en France pour le Nice Volley-Ball

## Clubs
| Club             | Pays       | De        | À         |
| ---------------- | ---------- | --------- | --------- |
| Unicaja Almeria  | Espagne    | 2006-2007 | 2006-2007 |
| Paris Volley     | France     | 2007-2008 | 2007-2008 |
| Cesis            | Lettonie   | 2008-2009 | 2008-2009 |
| Guaynabo,Arecibo | Porto Rico | 2009-2010 | 2012-2013 |
| Nice Volley-Ball | France     | 2013-2014 | 2013-2014 |

## Palmarès
- Championnat de France (1)
  - Vainqueur :  2008